# Google Translation Toolkit
Google翻訳者ツールキット はGoogle翻訳で自動的に生成される翻訳を翻訳者が編集できるように設計されたWebサービスであった。Google翻訳者ツールキットを使う事で翻訳者は自分の仕事を系統立てたり、訳文、用語集および翻訳メモリの共有機能を使用することができた。翻訳者はMicrosoft Word文書、OpenOffice、RTF、HTML、テキスト、ウィキペディア記事をアップロードして翻訳ができた。
Google翻訳者ツールキットは、無料で即座にテキストやWebページを翻訳するオンライン言語翻訳サービスであるGoogle翻訳によってサポートされた。Google翻訳は、Webインターフェイスを通して貼り付けたテキスト、またはウェブサイトのリンク先を指定することでその場で機械翻訳が得られた。Google翻訳が提供するのは、従来のルールベースの解析に基づく機械翻訳ではなく、主に統計分析により生成された翻訳だった。機械翻訳はGoogle翻訳者ツールキットのエディタを使って編集できた。
Google翻訳者ツールキットは2009年6月9日にGoogle社によって公開された。この製品は、2008年8月に発表されたように、Google翻訳センターと名付けられると思われていた。しかしGoogle翻訳者ツールキットは少し控えめな製品であった。"プロジェクトベースに基づくというよりは文章単位の、プロセス管理パッケージとしてではなく単に個人で使用するまた新たな翻訳メモリツールとして意図された"。
Googleは、Google翻訳者ツールキットは"翻訳を通じて情報を世界中でアクセス可能とする努力"の一部であり、"ひとつの共有された革新的な翻訳技術を通じて翻訳者がより良くより迅速に翻訳するのを手助けする"と主張している。当初Google翻訳者ツールキットは、共同で翻訳する機能を重視する人々、たとえばウィキペディアの記事やNGOのための資料を翻訳する人達に使用される事を意図していた。しかし今日では産業翻訳のプロジェクトでも利用が広がっている。
"Google翻訳者ツールキットの特筆性は、企業向けのバックエンドとして主流になりつつある完全なオンラインのSaaSとしての位置づけと、これまで主流になりきれなかった翻訳支援ツールの技術革新により「どのようにして誰が翻訳するか」について根本的な変化を予感させることである。"
Google翻訳者ツールキットは、2019年12月4日にサービスが停止された。

## 作業の流れ
Google翻訳者ツールキットの作業の流れを説明すると次のようになる。まず、ユーザーは翻訳したいファイルを自分のデスクトップPCからアップロードしたり、翻訳したいウェブページやWikipediaの記事のURLを入力する。Google翻訳者ツールキットは自動的に文書の下訳を行う。文書を、通常はピリオドやヘッダー、箇条書きなどを手掛かりにセグメント（文節。翻訳作業のために区分けしたまとまり）に分割する。次に、各セグメントに対し、以前に人間が翻訳した文が利用できないかを翻訳データベースから全て検索する。もし以前にそのセグメントを人間が翻訳していれば、Google翻訳者ツールキットは検索結果の中からランクづけして最良の訳文を選び、セグメントを以前に翻訳された文章に置き換える事で下訳する。以前に人間による翻訳が存在しないセグメントの場合は、人間の介在なしにセグメントを自動的に機械翻訳'する。
翻訳者は自動で翻訳された文をレビューしたり改善することができる。翻訳者は訳文をクリックして翻訳を修正したり、「ツールキットを表示」のボタンをクリックしてGoogle翻訳ツールを使用することもでる。
ツールキットを使うことで、翻訳者は以前に他の翻訳者が行った翻訳があれば「翻訳検索結果」の箇所で見たり、訳し難い単語に対する的確な翻訳を検索するために「辞書」タブを使用できる。（訳注：日本語版では辞書タブは見当たらない）それに加えて、翻訳者は自分で編集可能な多言語対応のカスタム用語集や機械翻訳を参考にする機能を使用することもできる。また翻訳者は"共有"ボタンをクリックする事で編集を手伝ってくれる友人を招待し、翻訳を共同で行ったり訳文を見てもらうことができる。翻訳が完了したら、訳文を自分のデスクトップPCにダウンロードできる。(訳注：「共有」「ダウンロード」でGoogle Chromeの左下に表示されるタブで「フォルダを開く」とすると、拡張子 .mediawiki のファイルが保存されているのが確認できる)Wikipediaの記事については、翻訳者は起点言語のページに戻って簡単に改定版を公開できる。

## 産業翻訳で使用する場合
翻訳の際に文書をアップロードする仕組みであるため翻訳会社がGoogle翻訳者ツールキットで翻訳を行うと、発注元の原文と翻訳会社の訳文を第三者すなわちGoogleのサーバーに置く事になる。
日本翻訳連盟は弁護士の監修を経て会員に注意文を配布している。

## 関連情報
- 機械翻訳併用の翻訳支援アプリ「Google Translator Toolkit」 2009/06/10 INTERNET Watch
- Google、翻訳ツール「Translator Toolkit」リリース 2009年06月11日 ITmedia News
- 2010年のJTF翻訳セミナー活動報告 社団法人　日本翻訳連盟
- 翻訳支援ツール「Google Translator Toolkit」 2011年10月04日 株式会社アクティブゲーミングメディア
- Translating the world's information with Google Translator Toolkit Official Google Blog。Wikipediaを翻訳する事にも言及。
- Google Translator Toolkit YouTube。ツールキットでWikipediaを翻訳している動画。